# Saperda candida
Saperda candida là một loài bọ cánh cứng trong họ Cerambycidae.